# وعل ألبي
الوعل الألبي أو عنز بري أو وعل أوروبا (الاسم العلمي: Capra ibex) نوع من الوعول يعيش في جبال الألب الأوروبية. هو نوع ثنائي الشكل جنسيًا فالذكور تكون أكبر حجمًا ولها قرون أكبر منحنية إلى الخلف.

## اقرأ كذلك
- قائمة مزدوجات الأصابع حسب العدد